# 中尊寺

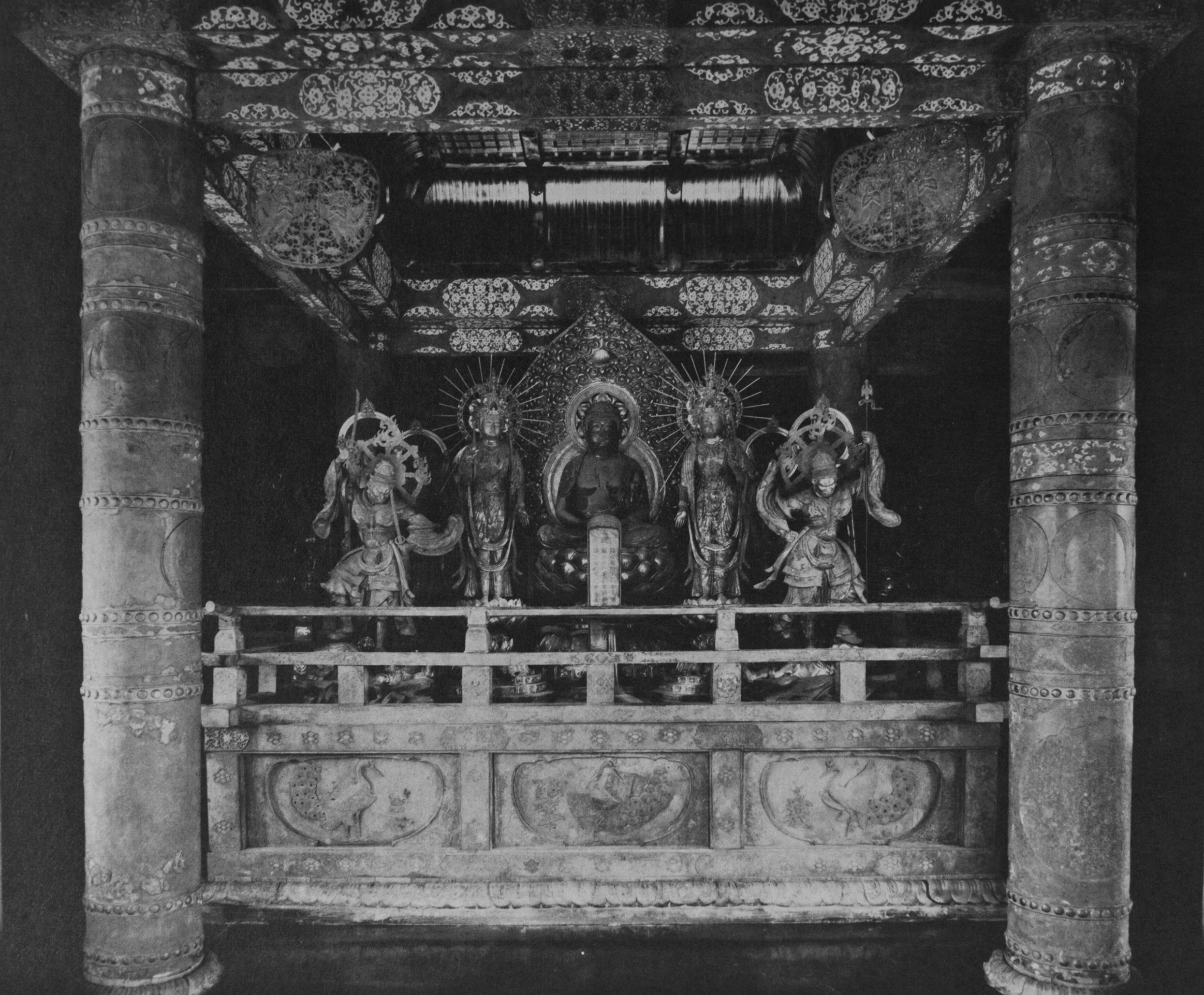
中尊寺金色堂內部

中尊寺（日語：中尊寺）是位于日本岩手縣西磐井郡平泉町的天台宗東北大本山的寺院。山號「關山」。以「中尊寺境內」为名被指定為日本特別史迹。
本尊阿彌陀如來、傳說開基（創立者）為圓仁（慈覺大師），實質的開祖是藤原清衡。中尊寺是藤原清衡为了安抚在前九年之役和後三年之役中死去的人的灵魂而建造。中尊寺也是奧州藤原氏4位當主的墓葬，分別是藤原清衡、藤原基衡、藤原秀衡及藤原泰衡，而這四人的遺體都呈現木乃伊化的現象。
在藤原氏墓葬中發現的蓮花種子經復育後成功萌芽並開花，而這些蓮花也以「中尊寺蓮」之名聞名。
该寺拥有大量文化遗产，包括集平安时代的美术、工艺、建筑的精华于一身的金色堂。

## 外部連結
- 中尊寺ホームページ（页面存档备份，存于）
- 中尊寺的Facebook專頁
- ユネスコ世界遺産公式サイト （页面存档备份，存于）（英語）
- みちのく古寺巡礼 四寺廻廊 （页面存档备份，存于）

39°0′6.31″N 141°6′8.14″E / 39.0017528°N 141.1022611°E